# フューチャー・ベース
フューチャー・ベース(Future Bass) は2010年代に生まれたエレクトロニック・ダンス・ミュージックのジャンルの一つ。
「ダブステップやトラップの恍惚としたドロップ（英語版）をともなうが、ガタガタとした荒っぽいサウンドではなく、暖かみのある跳ねるようなサウンドである。ベースライン（英語版）はゴロゴロしたサウンドではなく、ハーッシュでデチューンしたシンセサイザーを用いる。」のが特徴である。グラスゴーを中心としたRustie、Hudson Mohawke、Cashmere Cat（英語版）等 がこのジャンルの先駆者で、2010年代中期から後期にIllenium、San Holo、Louis the Child（英語版）、Mura Masa（英語版）等によってポピュラーになった。2016年はこのジャンルがブレイクした年であると考えられている。

## 特徴
"フラフラとした（wobbly）"エフェクトを楽曲に与えるために、オートメーションやLFOで、フィルターのカットオフ周波数や波形の振幅をコントロールする。また一般的に、アルペジオ、切り刻んだボーカル（ボーカル・チョップ、vocal chops）、ヴォコーダーを用い、ドロップ(英語版)前のビルドアップ（buildups）と呼ばれるパートでは"キラキラとした（twinkly）"ピッチの段階的な上昇音であるライザー（risers）を用いる。

## サブジャンル

### Kawaii future bass
カワイイ・フューチャー・ベース（kawaii future bass、もしくは単にkawaii bass）はFuture bassのサブジャンルであり、ハッピーでキュート（kawaii）な音色と、日本のポップカルチャーの色濃い影響がその特徴である。しばしばチップチューンサウンドや柔らかな矩形波、アニメやビデオゲームからのサンプリング、打楽器、そしてドアやベッドの軋み音などが組み込まれる。Snail's Houseは2015年にアルバム『Kirara EP』をリリースしたことにより、このジャンルの先駆者として挙げられている。

### J-future core
J-フューチャー・コア（J-future core、もしくは単にFuture core）とは、「future bass x hard core」の要素を組み合わせた日本で生まれたジャンルで、シンセはフューチャー・ベースの綺麗な音を使いながらも、ハードコアテクノのような細かく途切れるキレのある音色が特徴である。その名前は、2017年前半にSoundCloudでリリースされたコンピレーションアルバム「FÜGENE」に由来している。しばしばチップチューンサウンドやアクティブな矩形波、フューチャー・ベースとハードコアテクノ、打楽器、メタリックな]からのサンプサウンドがこのような曲に組み込まれている。「MEGAREX」は2017年にアルバム『FÜGENE』をリリースしたことにより、このコンピレーションにより、日本の一部の音楽プロデューサーは、このジャンルを新しい音楽ジャンルとして認識するようになった。

## 主なアーティスト
- Rustie
- Cashmere Cat（英語版）
- The Chainsmokers
- Flume
- Illenium
- Lido
- Louis the Child（英語版）
- Marshmello
- Mura Masa（英語版）
- San Holo（英語版）
- TheFatRat